# Ender's Game
Ender's Game (Brasil: O Jogo do Exterminador / Portugal: O Jogo Final) é um romance de ficção científica do autor americano Orson Scott Card.
O livro originou-se como o conto "Ender's Game", publicado em 1977 na edição de agosto da revista de ficção científica Analog Science Fiction and Fact. Elaborando sobre personagens e tramas mostradas na novela, Card escreveu mais tarde livros adicionais para formar a série Ender's Game. Card então lançou uma versão atualizada de O Jogo do Exterminador, em 1991, mudando alguns fatos políticos para refletir com precisão as mudanças políticas da época.

A recepção ao livro foi globalmente positiva, embora alguns críticos denunciarem a justificação que Card dá à violência de seus personagens. Tornou-se também leitura sugerida de muitas organizações militares, incluindo a Marinha dos Estados Unidos. O Jogo do exterminador ganhou o Prêmio Nebula em 1985, de melhor romance e em 1986 o Prêmio Hugo de melhor romance. Suas sequencias, Orador dos Mortos, Xenocídio, Os Filhos da Mente, e Ender in Exile , seguem as viagens subsequentes de Ender para muitos mundos diferentes na galáxia. Além disso, mais tarde as novela, A War of Gifts e Ender's Shadow se passam durante o mesmo período de tempo do original. Ender's Game já foi adaptado em duas séries de quadrinhos. A série foi publicada no Brasil pela Editora Devir.

## Sinopse
Situado na Terra no futuro (2164 até 2170), o romance apresenta uma humanidade em perigo que mal sobreviveu a dois conflitos com os Formics (uma exótica espécie de insetóides, normalmente chamados de "abelhudos" pela maior parte da população). Estes alienígenas mostram um comportamento de grupo parecido com o das formigas, e são muito protetores de seu líder, bem como as formigas da Terra protegendo a sua rainha. Em preparação para uma eventual terceira invasão, a Esquadra Internacional mantém uma escola para encontrar e treinar comandantes de futuras esquadras. As crianças mais talentosas do mundo, incluindo o protagonista do romance, Ender Wiggin, são tomadas em uma idade muito jovem para um centro de treinamento conhecido como a Escola de Combate. Lá, os professores vão treiná-los nas artes da guerra através de jogos cada vez mais difíceis, incluindo aqueles realizados em gravidade zero na Sala de Combate onde o gênio tático de Ender é revelado.

## Adaptações
Filme
A adaptação cinematográfica dirigido por Gavin Hood e estrelada por Asa Butterfield como Ender foi lançada no Brasil em dezembro de 2013.
Histórias em quadrinhos
Em 19 de abril de 2008, Marvel Comics e Orson Scott Card anunciaram uma minissérie de Ender's Game como a primeira de uma série de quadrinizações de todos romances da série literária. A primeira série de cinco edições, intitulada Ender's Game: Battle School, foi escrita por Christopher Yost, enquanto a segunda série de cinco edições, Ender's Shadow: Battle School, foi escrita por Mike Carey.